# باشگاه فوتبال اوورلا اوژهورود
باشگاه فوتبال اوورلا اوژهورود (انگلیسی: FC Hoverla Uzhhorod) یک باشگاه فوتبال در شهر اوژهورود اوکراین است. این باشگاه در لیگ برتر فوتبال اوکراین بازی می‌کند. این باشگاه در سال ۱۹۴۶ تأسیس شد و در سال ۲۰۱۶ منحل شد.